# Doshia miltopeza
Doshia miltopeza är en fjärilsart som beskrevs av John Frederick Gates Clarke 1978. Doshia miltopeza ingår i släktet Doshia och familjen plattmalar, Depressariidae. Inga underarter finns listade i Catalogue of Life.